# ノバリケン

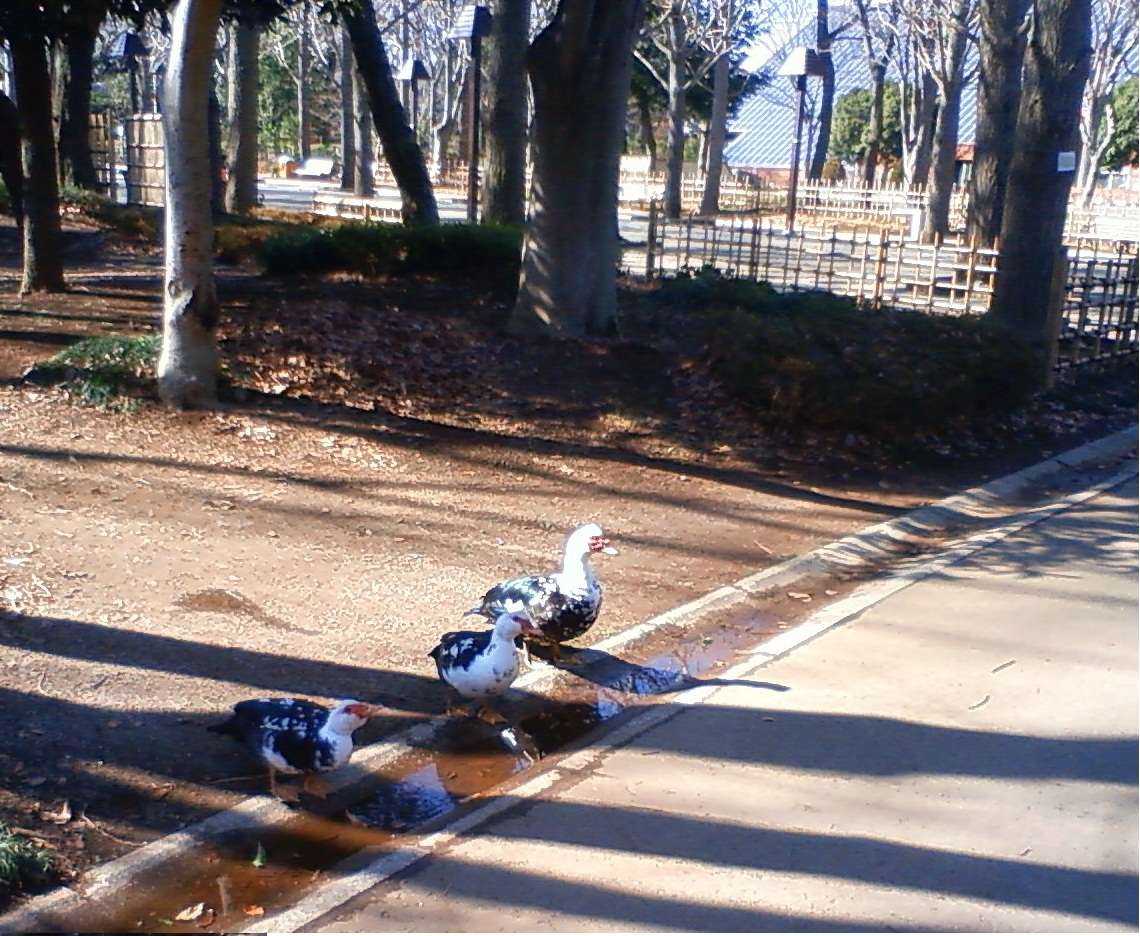
日本に生息するバリケン
（茨城県つくば市・洞峰公園）

ノバリケン（野蕃鴨、学名: Cairina moschata）は、カモ目カモ科に分類される鳥類の一種。
ノバリケンを家禽化したものがバリケンである。

## 分布
中央アメリカ、南アメリカ

## 形態
体重3-4kg、全長は70-80cmくらいになる。野生種では全身が緑がかった黒で、顔面に褐色の裸出部がある。翼角に爪のような突起があり、樹上生活への適応と見られる。飼養品種では顔面の裸出が鮮やかな赤で、瘤状のトサカを生じる個体もある。羽色は黒、白、濃い緑、あるいはその混合型など様々。

## 生態
海岸や内陸の水辺に一夫多妻型の群れで生活する。カモ類では数少ない樹上生活者で、巣は樹洞やヤシの樹の葉陰に作る。雑食性。

## バリケン
南米産のノバリケンを家禽化したものを、バリケン（蕃鴨、麝香鴨）という。「フランス鴨」、「タイワンアヒル」、「広東アヒル」、「麝香アヒル」などの異名もある。
アマゾン盆地での700-1400年にわたる86人の人間の遺体と68体の動物の遺体をサンプルとした炭素と窒素の安定同位体データから、西暦800年ごろには、ノバリケンにトウモロコシをエサとする給餌が行われており、そのころに家畜化が成功している可能性が指摘されている。
食用家禽として日本に持ち込まれたが、あまり普及していない。飛行能力が残っており、日本各地で逃げ出した個体が散見される。羽の色は白一色から、黒が混じったまだら模様、ほとんど黒に白が混ざる程度のまで多様。眼からくちばしにかけた顔の部分に、真っ赤な皮膚が見える。
沖縄県では観音アヒルと呼ばれ、食用として飼育されているほか、野生化した個体も多くみられる。ベトナムのハノイ周辺では家禽として飼育される。
また、バリケンとアヒルの混血の鳥を土蕃（ドバン、中国語でトゥファン）という。ドバンは一代雑種なので、子孫をつくることはない。

## 保全状態評価
- LEAST CONCERN (IUCN Red List Ver. 3.1 (2001))
[6]